# 江西羊奶子
江西羊奶子（学名：Elaeagnus jiangxiensis）为胡颓子科胡颓子属下的一个种。其种加词“jiangxiensis”意为“江西的”。